# Promenades Saint-Bruno
Les Promenades Saint-Bruno est un centre commercial qui compte plus de 200 magasins et boutiques situé à Saint-Bruno-de-Montarville, sur la rive-sud de Montréal, au coin sud-ouest de la route 116 et l'autoroute 30 au Québec. Les Promenades Saint-Bruno sont une propriété du groupe immobilier Cadillac Fairview, qui possède 18 centres commerciaux à travers le Canada, dont le Carrefour Laval et Fairview Pointe-Claire.

## Historique
La construction du centre commercial au printemps 1977. Fondées en 1978, Les Promenades avaient comme grands magasins La Baie, Simpson's, Miracle Mart, Steinberg et Eaton,. C'était le premier centre d'achats au Canada à abriter simultanément les trois grands magasins La Baie, Simpson's et Eaton. Il était la propriété à 51% de Cadillac Fairview et l'autre moitié était partagée à part égales entre Ivanhoe Corporation (société immobilière de Steinberg) et Eaton,. Il fut construit par la firme entrepreneur Ain & Zakuta Ltd. Les Promenades Saint-Bruno comptait alors 170 magasins. Il y avait même une pharmacie Pharmaprix et, pour le plaisir des ados, il y avait un jeu d'arcade 777. À cette époque, c'était le seul mail à avoir une "foire alimentaire" à l'intérieur du centre,.
Le 3 septembre 1986, Miracle Mart devint Magasin M.
La Baie déménagea à son local actuel le 22 juin 1989 après que le magasin Simpson's, qui occupait l'emplacement, ferma ses portes au début de mars 1989,. Le centre d'achats annonça en 1990 un projet d'agrandissement de 38 millions $ qui comprendra un grand magasin Sears et 57 nouvelles boutiques. Ils agrandirent l'allée de l'ancien La Baie, mirent une cinquantaine de boutiques, dont le restaurant McDonald's et le grand magasin Sears de 140 000 pi2 (13 006 m2) qui ouvrit ses portes le 3 avril 1991., L'allée Sears fut inaugurée le 20 mars 1991. Les Promenades Saint-Bruno possédait désormais 240 magasins.
Vers 1993, Zellers remplaça les anciens Steinberg's et Magasin M fermés en 1992. L'Équipeur a été ajouté dans l'ancienne entrée extérieure du Magasin M dans les années 2000.
Vers 1993, le Pharmaprix ferma et fut remplacé par la boutique The Body Shop. Il est à mentionner que, au cours de l'année 2014, une nouvelle pharmacie Pharmaprix reprit place dans le centre commercial.
À la fermeture du Eaton, La Maison Simons reprit le premier étage pour y construire une nouvelle succursale inaugurée le 9 août 2001. Quatre boutiques furent ajoutées au deuxième étage, dont le Sports Experts/Atmosphère.
En 2012, Target acquiert le bail de Zellers, ce qui lui permet d'ouvrir son propre magasin dans le centre d'achats en 2013. L'aventure n'aura duré que deux ans puisque Target ferme à son tour en 2015 laissant derrière lui une superficie locative de 100 000 pi2 (9 290 m2) qui restera vacante pendant des années.
Le 17 mars 2017, une collision aérienne mortelle a lieu au-dessus des Promenades Saint-Bruno et un des deux avions s'écrase sur le toit du centre commercial alors que l'autre appareil aboutit dans son stationnement.
Sears ferma le 14 janvier 2018. Son local fut mis en chantier de construction et démantelé pour accueillir Sports Experts, Winners et Imaginaire,. Le 1er mai 2019, Sports Experts quitta son local au-dessus de Simons pour se relocaliser au deuxième étage de l'ancien Sears,. Winners a ouvert le 10 septembre 2019 dans le premier étage de Sears,. Imaginaire, un détaillant originaire de la Ville de Québec, a inauguré son premier magasin de la région montréalaise en octobre 2019, en utilisant 15 000 pi (4 572 m) de l'ancien Sears,.
Simons a alors doublé sa superficie le 1er février 2021 en s'agrandissant sur le deuxième étage anciennement occupé par Sports Experts,. Le magasin s'est inspiré du Simons des Galeries d'Anjou qui a deux étages. Malgré l'ajout d'un deuxième niveau au commerce, la façade du Simons des Promenades Saint-Bruno est demeurée la même puisque celle-ci a toujours été de deux étages depuis l'inauguration du magasin en 2001.
En 2019, Cadillac Fairview annonce l'arrivée du Marché des Promenades qui devrait ouvrir ses portes à l'automne 2020. Ce nouvel espace d'une superficie de 113 000 pi2 (10 498 m2) est situé à l'emplacement de l'ancien Target. Il prévoit, notamment, accueillir diverses boutiques de producteurs artisanaux et des restaurants. Avril, Fromagerie Boivin et la Société des alcools du Québec font partie des commerces qui s'installeront dans cet espace. L'ouverture a été reporté à mai 2021, notamment en raison de la pandémie de Covid-19. Celle-ci a toutefois permit une nouveauté au centre commercial, puisque, pour la première fois, une boutique éphémère a été installée dans la stationnement du centre, alors que Les Jardins d’Émilie, une entreprise de Rougemont, s'est installée sous un chapiteau. Le Marché des Promenades finit par ouvrir officiellement le 16 août 2021.
Le 25 août 2023, la chaîne américaine de magasin de plein air L.L Bean ouvre sa première boutique au Québec dans les Promenades St-Bruno.

## Grands magasins
La Maison Simons, La Baie, Sports Experts/Atmosphère, Bouclair Maison, H&M, Best Buy, Victoria's Secret, Pharmaprix, American Eagle Outfitters, Aritzia, Ardène.

## Chaines de boutique
S'y trouvent notamment American Eagle Outfitters, Old Navy, GAP, Aerie, Jack & Jones, Starbucks, Tommy Hilfiger, Guess, Zara, BCBG Max Azria.
En 2011, le magasin HMV se relocalisa dans un local plus petit au premier étage toujours dans l'allée de la Baie. Renaud-Bray déménagea sa librairie dans le local de l'ancien HMV face à celui qu'elle occupait. Avec près de 11 000 pi2 (1 000 m2), il a presque deux fois la surface de son ancien local. Tommy Hilfigher ferma ses portes et chaussure cité relocalisé, ce local de 14 000 pi2 (1 300 m2) sera occupé par l'Espagnol Zara. Après la fermeture de HMV, son local est repris par Sunrise Records.
Plusieurs magasins tels Old Navy et Best Buy sont indépendants du bâtiment principal, mais font tout de même partie du centre commercial,. D'autres magasins construits à l'arrière du centre, tels Supercentre Wal-Mart, Toys “R” Us et Home Depot, sont à proximité.

## Ascenseurs installés
1978: Centre d'achat (Otis Elevator Company Limited)
1978: La Baie d'Hudson (Otis Elevator Company Limited)
2001: La Maison Simons (Schindler Elevator Corporation)
2014: Centre d'achat (Ascenseurs Innovatec Inc.)
2014: H&M (Schindler Elevator Corporation)
2019: Sports Experts (Otis Elevator Company Limited)